# Гомбе-Стрим (национальный парк)
Национальный парк Гомбе-Стрим — национальный парк Танзании, расположенный на западе страны и образованный в 1968 году. До этого с 1943 года был заповедником. Известная учёная Джейн Гудолл провела более 40 лет в лесах парка, изучая приматов, основав здесь первый подобный исследовательский центр.
Гомбе-Стрим — самый маленький парк Танзании.

## Физико-географические характеристики
Парк расположен на берегу озера Танганьика в западной части страны в 6 км к северу от Кигомы. Основу парка представляют дикие леса на склонах крутых холмов и речных долин. Северное побережье озера является песчаным. До парка можно добраться только на лодке.
В непосредственной близости находится граница с Демократической Республикой Конго.

## Флора и фауна
Основной достопримечательностью парка являются семьи шимпанзе (Pan troglodytes schweinfurthii), предположительное количество которых на территории парка достигает 90 особей (точных исследований не проводилось). Кроме того, в парке можно встретить других приматов, в основном это краснохвостые обезьяны, красные колобусы (Colobus badius tephrosceles) и павиан анубис (Papio anubis). Основным временем для наблюдения за обезьянами являются сезоны дождей с февраля по июнь и с ноября до середины декабря.
В парке водится более 200 видов птиц.

## Исследования
Джейн Гудолл в 1960 году основала исследовательский проект, занимающийся изучением шимпанзе. В настоящее время он является самым продолжительным и до сих пор действующим подобным проектом, а в парке до сих пор можно встретить шимпанзе Фифи, которой было три года во время запуска проекта.
Исследования начались ещё до создания национального парка и в первое время были сосредоточены на колонии шимпанзе Какомбе, обитающей в центральной части парка. В 1970-х годах проводилось несколько непродолжительных исследований бабуинов и колобусов, а 1990-х годах исследователей заинтересовала ещё одна колония шимпанзе Митумба, обитающая в северной части парка. В настоящее время также продолжается исследование бабуинов. Кроме того, известно об ещё одной колонии шимпанзе, обитающей в южной части парка. Исследования затрагивают различные аспекты жизни приматов: их культуру, способы охоты, взаимоотношения матери и ребёнка, а также поведение мужских особей.